# Znachor (film 2023)
Znachor – polski dramat filmowy z 2023 roku w reżyserii Michała Gazdy. Kolejna ekranizacja powieści Znachor Tadeusza Dołęgi-Mostowicza, tym razem z Leszkiem Lichotą w roli głównej.
Producentem filmu jest platforma streamingowa Netflix. Premiera miała miejsce 27 września 2023 r. na tej platformie, a w dniach 20–25 września 2023 r. – na pokazach przedpremierowych w Toruniu, Krasnymstawie, Wałbrzychu, Kaliszu, Lidzbarku Warmińskim oraz Stargardzie.
Jest to trzecia ekranizacja powieści Tadeusza Dołęgi-Mostowicza; poprzednie powstały w latach 1937 i 1981.

## Produkcja
Zdjęcia kręcono w następujących lokacjach: Boczki Domaradzkie, Falenty (pałac), Krzczonów, Liw, Lublin (Muzeum Wsi Lubelskiej), Nadarzyn, Nieborów (pałac), Nowosolna (część Łodzi), Świdnik i Zgierz.

## Obsada
W filmie wystąpili m.in.:
- Leszek Lichota jako prof. Rafał Wilczur vel Antoni Kosiba
- Maria Kowalska jako Marysia, córka prof. Wilczura
- Ignacy Liss jako hrabia Leszek Czyński
- Anna Szymańczyk jako Zośka
- Mirosław Haniszewski jako Jerzy Dobraniecki
- Mikołaj Grabowski jako hrabia Stanisław Czyński
- Izabela Kuna jako hrabina Czyńska
- Paweł Tomaszewski jako baron Krzeszowski
- Jarosław Gruda jako Lesień
- Artur Barciś jako kamerdyner Józef
- Krzysztof Dracz jako karczmarz Rosenstein
- Maciej Damięcki jako woźnica
- Karolina Piechota jako Walczakowa
- Piotr Rogucki jako policjant w Radoliszkach
- Ewa Szykulska jako Znachorka